# أحمد أبو حسين
أحمد أبو حسين صحفي فلسطيني، استشهد بتاريخ 25 أبريل 2018، متأثرًا بإصابته برصاص قناصة جيش الاحتلال الإسرائيلي، يوم 13 أبريل 2018.
أصيب الصحفي أبو حسين (25 عامًا) برصاص متفجّر في منطقة الصدر والبطن، بعد استهدافه بشكل متعمّد ومباشر، من قناصة الاحتلال، بينما كان يُمارس عمله بتوثيق التظاهرات الشعبية السلمية، ضمن مسيرات العودة الكبرى، شرقي مدينة جباليا شمال شرقي قطاع غزة. علمًا بأنّه كان يبعد عن السياج الأمني الفاصل مسافة نحو 200 مترًا، وكان يتوسّط عشرات المواطنين في المكان، كما أنّه كان يرتدي الزي (الخوذة والدرع) المخصص للصحفيين. وهو ما أظهر مقطع مُصوّر تداوله نشطاء وإعلاميون، توثق لحظة الاستهداف.
اخترق الرصاص «الإسرائيلي» المتفجر، والمحرّم دوليًا، الجانب الأيسر من صدر وبطن الشهيد، ونُقل على الفور للعلاج في مُستشفى الإندونيسي في بلدة بيت لاهيا شمال غرب مدينة غزة، وتسببت الجراح بنزيف حادٍ، أدخل جسده في حالة صدمة، إذ جرى تزويده بنحو 30 وحدة دم في المستشفى.
في وقتٍ مُتأخرٍ من ليل الأحد 15 إبريل 2018، وافقت سلطات الاحتلال على خروج الصحفي الجريح أحمد  أبو حسين من قطاع غزة للعلاج في مُجمع فلسطيني الطبي بمدينة رام الله وسط الضفة الغربية المحتلة.
ولخطورة حالته، جرى تحويله من مجمّع فلسطين، إلى مُستشفى «تل هاشومير» داخل الأراضي الفلسطينية المحتلة عام 1948، بتاريخ 19 أبريل 2019، والذي لفط فيه أنفاسه الأخيرة، بعد نحو 10 أيام، بتاريخ 25 أبريل 2018.
وفق مصادر طبيّة، فإن الرصاص «الإسرائيلي» تفجّر داخل جسد الصحفي أبو حسين، وتسبّب بتهتّك كبير في معظم أعضائه الداخلية، الكبد والطحال وجزء من الأمعاء والبنكرياس، والغدة الفوق كظرية، وخضع لعملية جراحية أولى في المستشفى الإندونيسي، على الفور بعد وصوله المشفى، عصر يوم 13 أبريل 2018.
وكان لزامًا أن تُستكمل العملية في أسرع وقت ممكن، ولصعوبة حالته، جرى تحويله إلى مشافي الضفة المحتلة ليتم إجراء عملية جراحية استكمالية له، لكن حالته ظلّت تتفاقم، وجراحُه تسببت بتداعيات صحية حادة، كان تطرأ تباعًا، انتهت بتلف دماغي، لتنعدم فرض نجاته، ويلفط أنفاسه الأخيرة بتاريخ 25 من الشهر ذاته.
تعمَّدت قوات الاحتلال استهداف الصحفيين الفلسطينيين، خلال تغطيتهم مسيرات العودة على طول المناطق الشرقية لقطاع غزة، فأطلقت الرصاص تجاههم بشكلٍ متعمَّد ومباشر، في محاولة لمنع الصحفيين ووسائل الإعلام من تغطية الانتهاكات التي كانت تمارسها بحق المشاركين والمتظاهرين السلميين العُزّل في مسيرات العودة، التي كانت انطلقت بتاريخ 30 مارس 2018.
كان يتم استهداف الصحفيين رغم ارتدائهم الزي المخصص، والدرع الخاص بالصحافة، والمكتوب عليه بشكل واضح كلمة صحافة باللغتين الإنجليزية والعربية، كما أنّهم ووفق القوانين الدولية، لم يُشكّلوا أيَّ خطر أو «تهديد» على جنود الاحتلال، الذي تعمّد كذلك إطلاق الرصاص بمختلف أنواعه على الطواقم الطبية وسيارات الإسعاف، وبشكلٍ مباشر، في دلالة على أنّه يُمارس جرائمه دون أدنى اعتبارٍ لأية معايير أو ضوابط، في تعامله مع الفلسطينيين على اختلاف فئاتهم. سبق استشهاد الصحفي أحمد أبو حسين، استشهاد الصحفي ياسر مرتجى، الذي جرى استهدافه بذات الظروف، بتاريخ 6 أبريل 2018.
شيّع آلاف الفلسطينيين جثمان الشهيد أحمد أبو حسين، بتاريخ 26 أبريل، بعد وصوله قطاع غزة من المناطق الفلسطينية المحتلة عام 1948، حيث كان يتلقى العلاج في مشفى تل هاشومير «الإسرائيلي». وانطلق موكب التشييع من المستشفى الإندونيسي شمال قطاع غزة، متوجهًا إلى منزل عائلته، شمال مدينة جباليا شمال القطاع، وهناك ودّعه الأهل، قبل أن يتوجه موكب التشييع إلى مسجد العودة ومن ثمّ إلى مقبرة الفالوجا، حيث جرى دفنه. تزامن مع تشييع الشهيد في غزّة، جنازة رمزيّة أُقيمت له في مدينة رام الله بالضفة الغربية.
الأطر الصحفيّة الفلسطينية نعت الشهيد، الذي كان يعمل صحفيًّا ومُصوّرًا لدى شبكة بيسان الإخبارية، إلى جانب عمله في إذاعة صوت الشعب في غزّة. وقالت الأطر إنّ استهداف الصحفي أبو حسين من قبل جيش الاحتلال بالقنص المباشر «هو استهدافٌ واضحٌ لعمله ودوره كصحفي، من أجل إخفاء الحقيقة ومنع الإعلام من تغطية وفضح الجرائم الصهيونية المتواصلة بحق الفلسطينيين. داعيًة الجهات المعنيّة إلى التحقيق العاجل في استهداف الشهيد، وغيره من الصحفيين، بالأسلحة المحرمة دوليًا، وتوفير الحماية للصحفيين ودعمهم».